# 이미도 (배우)
이미도(본명: 이은혜, 1982년 5월 25일 ~ )는 대한민국의 배우이다.

## 생애
2004년 영화 《발레교습소》로 아역 데뷔하였다.

## 학력
- 살레시오여자고등학교
- 한양대학교 연극영화학 학사

## 출연작

### 드라마
- 2011년 ~ 2012년 KBS2 주말연속극 《오작교 형제들》 ... 남숙 역
- 2012년 tvN 8부작 시트콤 《21세기 가족》 ... 이은표 역
- 2012년 SBS 주말드라마 《신사의 품격》 ... 소개팅 녀 역
- 2012년 ~ 2013년 MBC 아침 일일연속극 《사랑했나봐》 ... 김미진 역
- 2012년 KBS2 드라마스페셜 《오월의 멜로》 ... 윤희정 역
- 2012년 KBS2 월화드라마 《직장의 신》 ... 박봉희 역
- 2013년 ~ 2014년 MBC 저녁 일일특별기획 드라마 《제왕의 딸 수백향》 ... 막금 역
- 2013년 KBS2 월화드라마 《미래의 선택》 ... 배현아 역
- 2014년 MBC 수목드라마 《운명처럼 널 사랑해》 ... 김미자 역
- 2014년 MBC 수목드라마 《미스터 백》 ... 손우영 역
- 2015년 KBS2 수목드라마 《착하지 않은 여자들》 ... 박은실 역
- 2015년 KBS2 월화드라마 《발칙하게 고고》 ... 남정아 역
- 2016년 SBS 주말드라마 《미세스 캅 2》 ... 배수민 역
- 2016년 KBS2 월화드라마 《우리집에 사는 남자》... (특별출연) 역
- 2017년 KBS2 주말연속극 《아버지가 이상해》 ... 김유주 역
- 2017년 tvN 드라마 스테이지 《B주임과 러브레터》
- 2018년 MBC 수목드라마 《손 꼭 잡고, 지는 석양을 바라보자》 ... 윤홍숙 역
- 2019년 KBS2 월화드라마 《동네변호사 조들호 2: 죄와 벌》 ... 오정자 역
- 2020년 tvN 수목드라마 《오 마이 베이비》 ... 김은영 역
- 2020년 JTBC 월화드라마 《18 어게인》 ... 추애린 역
- 2022년 TVING 오리지널 드라마 《장미맨션》 ... 숙자 / 한홍주 역
- 2022년 Disney+ 오리지널 드라마 《키스 식스 센스》
- 2022년 Netflix 오리지널 드라마 《더 패뷸러스》
- 2023년 SBS 월화드라마 《꽃선비 열애사》 ... 나주댁 역
- 2024년 SBS 금토드라마 《지옥에서 온 판사》 … 서화선 역
- 2024년 tvN 토일드라마 《정년이》 … 패트리샤 김 역
- 2025년 KBS2 수목드라마 《24시 헬스클럽》 … 로사 역
- 2025년 MBC 금토드라마 《노무사 노무진》 ... 무당 역 (특별출연)

### 영화
| 연도 | 제목                        | 역할            | 비고      |
| ---- | --------------------------- | --------------- | --------- |
| 2004 | 발레교습소                  | 문제 학생       |           |
| 2005 | 공공의 적 2                 | 간호사          |           |
| 2005 | 가문의 위기 - 가문의 영광 2 | 여종업원        |           |
| 2006 | 백만장자의 첫사랑           | 명식 여동생     |           |
| 2006 | 한반도                      | 궁녀            |           |
| 2007 | 허브                        | 깻잎 3          |           |
| 2007 | 좋지 아니한가               | 용선 친구       |           |
| 2008 | 우리 생애 최고의 순간       | 현자            |           |
| 2009 | 우리 집에 왜 왔니           | Fun             |           |
| 2009 | 마더                        | 여고생 흉터     |           |
| 2009 | 도시락                      | 여직원 2        |           |
| 2009 | 파주                        | 인권사랑방 간사 |           |
| 2009 | 전우치                      | 궁녀 2          |           |
| 2010 | 주유소 습격사건 2           | 이미도          |           |
| 2010 | 비밀애                      | 박 간호사       |           |
| 2010 | 반가운 살인자               | 쭈꾸미          |           |
| 2010 | 친정엄마                    | 이 작가         |           |
| 2010 | 시라노; 연애조작단          | 소윤            |           |
| 2010 | 부당거래                    | 이동석 아내     |           |
| 2010 | 말벌 이야기                 |                 |           |
| 2011 | 마이 블랙 미니드레스        | 삼수녀          |           |
| 2011 | 통증                        | 좌가판녀        |           |
| 2011 | 투혼                        | 빵집 이양       |           |
| 2011 | 오싹한 연애                 | 유진            |           |
| 2011 | 너의 결혼식, 나의 결혼식    | 신희            |           |
| 2012 | 나는 왕이로소이다           | 세자빈          |           |
| 2012 | 점쟁이들                    | 준경            | 우정 출연 |
| 2012 | 26년                        | 곽진배 어머니   |           |
| 2013 | 밤의 여왕                   | 정태 엄마       |           |
| 2013 | 결혼전야                    | 별난신부        | 특별 출연 |
| 2014 | 제보자                      | 윤민철 아내     | 특별 출연 |
| 2014 | 레드카펫                    | 써니            |           |
| 2015 | 뷰티 인사이드               | 홍은수          |           |
| 2015 | 션샤인 러브                 | 성희            |           |
| 2016 | 굿바이 싱글                 | 이주화          |           |
| 2017 | 아빠는 딸                   | 나윤미 대리     |           |
| 2020 | 성혜의 나라                 | 경미            | 특별 출연 |
| 2020 | 죽지않는 인간들의 밤        | 양선            |           |
| 2022 | 통영에서의 하루             | 성선            |           |
| 2023 | 싱글 인 서울                | 윤정            |           |
| 2024 | 어게인 1997                 |                 |           |
| 2024 | 빅토리                      | 국어 선생       | 우정 출연 |

### 예능
- 2015년 10월 23일 SBS 《정글의 법칙》 184회 (게스트)
- 2015년 10월 30일 SBS 《정글의 법칙》 185회 (게스트)
- 2016년 온 스타일 《더 바디쇼 4》 14부작 (진행)
- 2017년 4월 6일 KBS 2TV 《해피투게더 3》 493회 (게스트)
- 2019년 11월 20일 MBC 《황금어장 라디오스타》
- 2019년 12월 8일 ~ 2020년 7월 26일 KBS 2TV 《슈퍼맨이 돌아왔다》 (내레이션)
- 2020년 1월 24일 KBS 2TV 《음치는 없다 엑시트》
- 2020년 MBC 《구해줘! 홈즈》
- 2021년 5월 6일 ~ 6월 24일 tvN STORY•tvN 《불꽃미남》 (공동 진행)
- 2021년 6월 16일 ~ 10월 6일 SBS 《골 때리는 그녀들》
- 2023년 3월 15일 MBC 《황금어장 라디오스타》
- 2023년 7월 13일 SBS 《꼬리에 꼬리를 무는 그날 이야기》87, 109회 (게스트)

## 수상 및 후보
| 연도 | 시상식       | 부문        | 작품                              | 결과 |
| ---- | ------------ | ----------- | --------------------------------- | ---- |
| 2015 | KBS 연기대상 | 여자 조연상 | 착하지 않은 여자들, 발칙하게 고고 | 후보 |
| 2017 | KBS 연기대상 | 여자 조연상 | 아버지가 이상해                   | 후보 |